# 2022년 뉴욕 영화 비평가 협회상
제88회 뉴욕 영화 비평가 협회상은 2022년 12월 2일에 열린 시상식이다.

## 수상 및 후보

### 작품상
- TAR 타르 - 토드 필드 수상

### 감독상
- RRR: 라이즈 로어 리볼트 - SS 라자몰리 수상

### 각본상
- 이니셰린의 밴시 - 마틴 맥도나 수상

### 여우주연상
- TAR 타르 - 케이트 블란쳇 수상

### 남우주연상
- 애프터 양 - 콜린 파렐 수상

### 여우조연상
- 놉 - 케케 파머 수상

### 남우조연상
- 에브리씽 에브리웨어 올 앳 원스 - 키 호이 콴 수상

### 촬영상
- 탑건: 매버릭 - 클로디오 미란다 수상

### 애니메이션상
- 마르셀 더 쉘 위드 슈즈 온 - 딘 플레이셔-캠프 수상

### 다큐멘터리상
- 올 더 뷰티 앤 더 블러드쉐드 - 로라 포이트러스 수상

### 외국영화상
- 에오 - 예르지 스콜리모프스키 수상

### 신인작품상
- 애프터썬 - 샬롯 웰스 수상

### 특별상
- 자파르 파나히 수상
- Jake Perlin 수상
- dGenerate Films 수상